# Сысоев, Всеволод Петрович
Все́волод Петро́вич Сысо́ев [И́евлев] (24 ноября 1911, Харьков — 7 апреля 2011, Хабаровск) — дальневосточный российский писатель и общественный деятель, охотовед. Почётный гражданин города Хабаровска.

## Биография
Всеволод Петрович Сысоев родился 24 ноября 1911 года в Харькове, в дворянском роду Иевлевых. Но фамилия и отчество у него по отчиму — Петру Сысоеву. Детство прошло в Крыму. Юный Всеволод зачитывался книгами о знаменитых путешественниках и натуралистах, в Ялте окончил школу. В 1932 году по комсомольской путёвке приехал в Москву, поступил в институт имени Н. Баумана, но «мрачные, лишённые свежего воздуха аудитории» пришлись ему не по душе, и вскоре он перевёлся во Всесоюзный зоотехнический институт пушно-сырьевого хозяйства, где в 1937 году получил диплом охотоведа-биолога. Осенью 1938 года, завершив работу в Зейской экспедиции, Сысоев перешёл в экспедицию НКЗ СССР по Дальнему Востоку, которая занималась обследованием зоны строительства БАМа.
Летом 1939 года В. П. Сысоев был назначен начальником управления охотничьего хозяйства при Хабаровском крайисполкоме. На этой должности его застала Великая Отечественная война. Всеволод Петрович получил должность начальника интендантской службы в составе 97-го медико-санитарного батальона Дальневосточного фронта. Награждён медалью «За победу над Японией».
Охотовед по профессии, натуралист с широким кругозором по призванию, Сысоев стал инициатором работ по акклиматизации и расселению промысловых животных. Благодаря ему, на огромных пространствах Дальнего Востока, от Анюя до Колымы, появились соболь, бобр, норка, ондатра. В 1955 году Всеволод Петрович вынужден был оставить управление охотничьим хозяйством. Он стал преподавателем, а затем деканом географического факультета Хабаровского пединститута, занялся более глубоким изучением природы и проблем, связанных с обитанием зверя в дальневосточной тайге. Написал и опубликовал ряд научных трудов, популярных очерков, статей. Вместе со студентами им были обследованы бассейны рек Амур и Мокрохон, Улья и Олчон. Он прошёл по нехоженым тропам северных районов края. В результате этих экспедиций появилась книга «Природа и хозяйство Кур-Урмийского района».

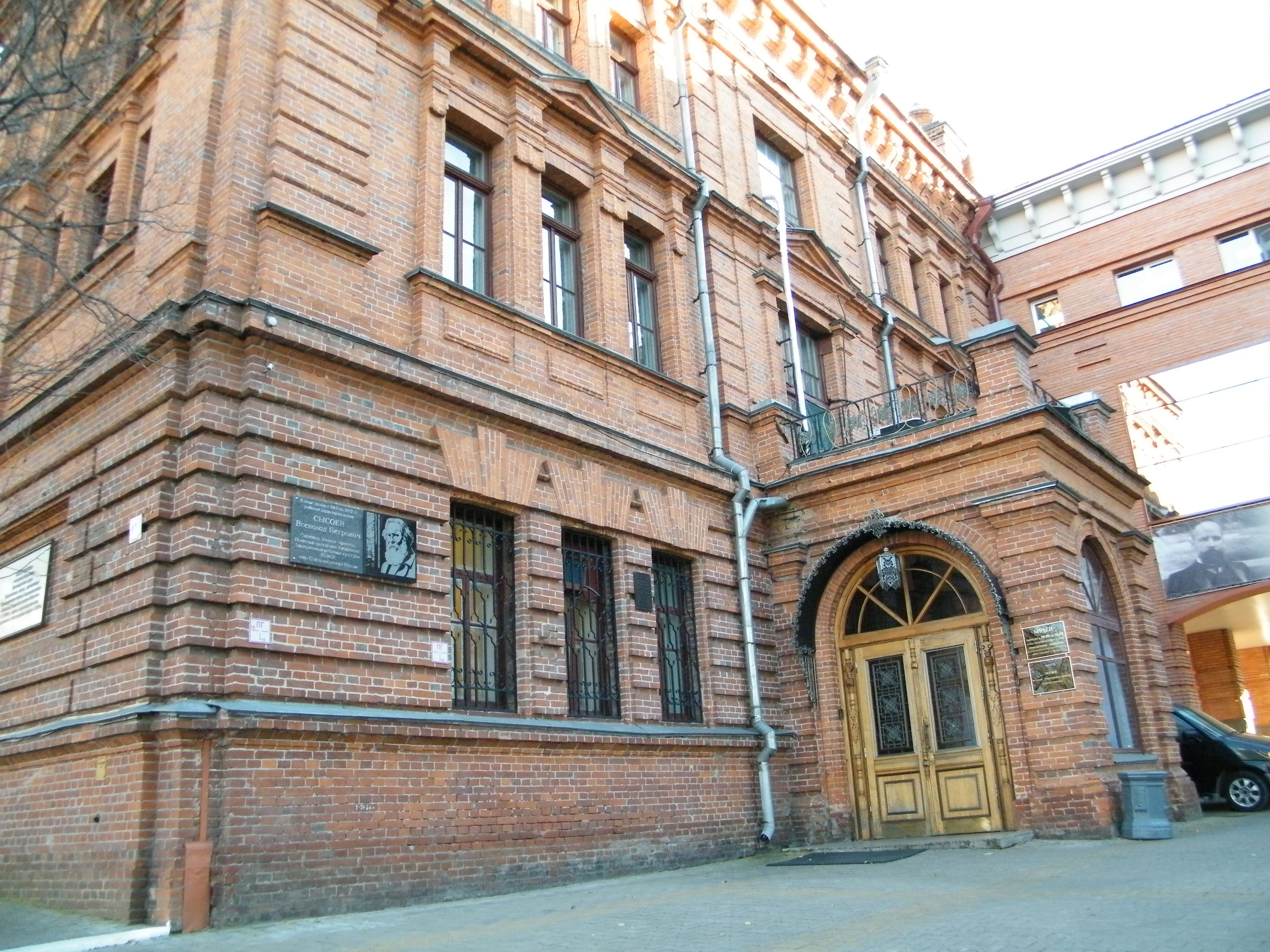
Памятная доска Всеволоду Сысоеву на здании Хабаровского краевого музея имени Н. И. Гродекова

Могила Всеволода Сысоева и его супруги

Особая страница в жизни — Хабаровский краеведческий музей, директором которого Сысоев был с 1960 по 1972 год. Его музейная деятельность началась в 1960 году за рабочим столом В. К. Арсеньева — кумира детских лет. Много сделал Всеволод Петрович для того, чтобы в музее появился уголок, посвящённый этому знаменитому путешественнику и исследователю; были сохранены личные вещи, принадлежавшие Арсеньеву и подлинный отчёт об экспедиции 1927 года в Советскую Гавань.
В музее хранится и демонстрируется множество экспонатов, доставленных сюда Сысоевым, в том числе редчайшая птица чешуйчатый крохаль, добытая им лично, и речная раковина с крупной жемчужиной. При Сысоеве музей обрёл вторую жизнь, в 1967 году он был удостоен звания «Лучший музей СССР». В этом же году Всеволод Петрович был принят в члены Союза писателей СССР.
Был знаком с такими известными династиями амурских тигроловов как Черепановы и Богачёвы. Он лично принимал участие в поимке свыше 70 тигров. Все отловы производились строго по госзаказу и осуществлялись при помощи рогатин и верёвок. Данную технологию он многократно описывал в своих книгах.
Будучи активным и жизнедеятельным человеком, Всеволод Петрович до последних дней вёл активную общественную работу и был частым гостем среди школьников и студентов. Всеволод Сысоев скончался в Хабаровске 7 апреля 2011 года на 100-м году жизни. Похоронен на Центральном кладбище.

## Литературные труды
- «Охота в Хабаровском крае»;
- «Повесть про гималайского медведя»;
- «Охота в дальневосточной тайге»;
- «Тайга»;
- «Тигроловы»;
- «Записки дальневосточного натуралиста (следопыта)»;
- «Амба»;
- «В северных джунглях»;
- «В дальневосточной тайге»;
- «Амурские звероловы»;
- «Удивительные звери»;
- «Золотая Ригма» т. 1, «Последний барс» т. 2
- «Хозяин Малого Хингана»;
- «Путешествие по музею»,
- «Избранное» в 3-х т. т.

В том числе, в соавторстве с В. Клипелем:
- «В горах Баджала»;
- «За чёрным соболем»;
- «Светлые струи Амгуни».

## Награды и премии
За многие годы удостоен:
- ордена Почёта (2002)[5]
- почётного звания «Заслуженный работник культуры России»;
- почётных грамот Президиума Верховного Совета РСФСР и Правления Союза писателей СССР за литературную работу, Хабаровской краевой Думы за сохранение природы;
- ордена Отечественной войны II степени и медали «За победу над Японией»;
- звания «Почётный гражданин города Хабаровска»;
- пожизненной стипендии губернатора за вклад в развитие культуры края;
- биография помещена во Всемирную Британскую энциклопедию рядом с биографиями других выдающихся людей планеты.
- Лауреат почётного знака Правительства Хабаровского края «„За заслуги“ имени Н. Н. Муравьёва-Амурского».
- За многолетний вклад в сохранение дальневосточной природы имя Всеволода Петровича Сысоева присвоено зоосаду «Приамурский» и одному из горных хребтов Сихотэ-Алиня.